# Ravine
Ravine és una concentració de població designada pel cens dels Estats Units a l'estat de Pennsilvània. Segons el cens del 2000 tenia 629 habitants.

## Demografia
Segons el cens del 2000, Ravine tenia 629 habitants, 271 habitatges, i 195 famílies. La densitat de població era de 224,9 habitants per quilòmetre quadrat.
Dels 271 habitatges en un 27,7% hi vivien nens de menys de 18 anys, en un 51,3% hi vivien parelles casades, en un 14% dones solteres, i en un 28% no eren unitats familiars. En el 23,2% dels habitatges hi vivien persones soles el 12,2% de les quals corresponia a persones de 65 anys o més que vivien soles. El nombre mitjà de persones vivint en cada habitatge era de 2,32 i el nombre mitjà de persones que vivien en cada família era de 2,68.
Per edats la població es repartia de la següent manera: un 21,9% tenia menys de 18 anys, un 7,6% entre 18 i 24, un 28,8% entre 25 i 44, un 23,8% de 45 a 60 i un 17,8% 65 anys o més.
L'edat mediana era de 40 anys. Per cada 100 dones de 18 o més anys hi havia 81,9 homes.
La renda mediana per habitatge era de 30.739 $ i la renda mediana per família de 41.563 $. Els homes tenien una renda mediana de 30.833 $ mentre que les dones 25.179 $. La renda per capita de la població era de 16.297 $. Entorn de l'11,6% de les famílies i el 15% de la població estaven per davall del llindar de pobresa.

## Poblacions properes
El següent diagrama mostra les poblacions més properes.